# Cruwys Morchard
Cruwys Morchard – wieś w Anglii, w hrabstwie Devon, w dystrykcie Mid Devon.